# Дмитриев, Владимир Карпович
Влади́мир Ка́рпович Дми́триев (24 ноября [6 декабря] 1868, Смоленская губерния — 30 сентября 1913, Гатчина) — российский экономист-математик и статистик, представитель математической школы в политической экономии. Известен в первую очередь как автор «Экономических очерков» (1904), в которых предпринял попытку объединить идеи классиков и маржинализма, трудовую теорию ценности и теорию предельной полезности.

## Биография
Родился в имении Рай в семье агронома. Учился в тульской гимназии, из которой выпустился в 1888 году и поступил на медицинский факультет МГУ, но вскоре перевёлся на юридический факультет, который окончил в 1896 году.
После окончания работал акцизным контролёром. Из-за открывшегося туберкулёза был вынужден уволиться. Затем занимался научной и литературной работой, публиковался в журналах «Критическое обозрение» и «Русская мысль».
Во время службы контролёром Дмитриев занимался изучением проблемы алкоголя. Во второй половине 1890-х годов им была написана работа «Критическое исследование о потреблении алкоголя в России» (издана в 1911 году). В данном исследовании он сделал вывод, что потребление алкоголя зависит не от цены на него и благосостояния населения, а от уровня урбанизации страны и процентного соотношения рабочего класса.
Над «Экономическими очерками» — своим главным научным трудом — начал работать ещё на старших курсах юридического факультета. В 1898 г. в типографии Московского университета была напечатана первая часть «Экономические очерки. Выпуск первый. Теория ценности Д. Рикардо (Опыт точного анализа)». Этой работой он заявил о себе как о первом российском экономисте-математике. В 1902 г. публикует продолжение своего научного труда «Экономические очерки»: «Очерк II. Теория конкуренции О. Курно» и «Очерк III. Теория предельной полезности».
В 1904 г. все три ранее опубликованных экономических очерка были изданы отдельной книгой «Экономические очерки. (Серия 1-я: Опыт органического синтеза теории ценности и теории предельной полезности)». Автор предполагал подготовить ещё одну серию из трёх очерков: по теории ренты, промышленных кризисов и денежного обращения.
Теорию трудовых издержек Рикардо Дмитриев соединил с понятием предельной полезности, что позволило ему связать заработную плату и прибыль, создать свою теорию цен, которые устанавливаются равными издержкам производства. Дмитриев одним из первых предложил технологические коэффициенты и предложил метод вычисления полных затрат труда.
Система уравнений, предложенная им при разработке концепции цены, оказала влияние на лауреата Нобелевской премии в области экономики В. В. Леонтьева, таблицы "затраты-выпуск", на формирование метода межотраслевого баланса в 1920-е годы, а также на ряд американских и европейских экономистов.
Оказывал помощь Чаянову А. В. в разработке математической стороны теории семейно-трудового крестьянского хозяйства.
В СССР книги Дмитриева не издавались. В 1968 году его труд «Экономические очерки» был издан на французском языке, а в 1974 г. — на английском.

## Сочинения
- Дмитриев В.К. Экономические очерки
  - Очерк 1. Теория ценности Д. Рикардо: опыт точного анализа (Введение и 4 ненумерованные главы) (1898);
  - Очерк 2. Теория конкуренции Ог. Курно (7 глав) (1902);
  - Очерк 3. Теория предельной полезности (3 главы и Заключение) (1902).
- Дмитриев В. К. Критические исследования о потреблении алкоголя в России. — М.: Изд. В. П. Рябушинского, 1911. — 301 с.
- Economic essays on value, competition and utility. L.; N. Y., 1974.
- Экономические очерки. — М.: ГУ ВШЭ, 2001. — 578 с. — ISBN 5-7598-0081-7